# 조은 (안평애왕)
안평애왕 조은(安平哀王 曹殷, 231년 ~ 232년)은 조위의 황족이자 추존 제후왕으로, 명제의 아들이다.

## 생애
태화 5년(231년) 7월 을유일에 태어났다. 명제는 조은의 탄생을 기념하여 천하에 사면령을 내렸다.
태화 6년(232년) 5월에 죽었고, 안평애왕으로 추봉되었다.

## 출전
- 진수, 《삼국지》 권3 명제기

| 선대 - | 조위의 안평왕 (추존) | 후대 (봉국 폐지) |